# Sahure-Pyramide
Die Sahure-Pyramide ist die erste Pyramide, die in der Nekropole von Abusir errichtet wurde. Ihr Erbauer Sahure war der zweite König (Pharao) der altägyptischen 5. Dynastie und regierte von 2490 bis 2475 v. Chr. Mit dieser Pyramide bildete sich ein Standardtyp der Pyramidenbauten aus, der bis zum Ende der 6. Dynastie nur noch geringfügig verändert wurde. Besondere Bedeutung besitzt der Sahure-Komplex durch die zahlreichen erhaltenen Reliefs, mit denen Tal- und Totentempel sowie die Wände des Aufwegs verziert waren. Eindrucksvoll war auch die Vielzahl der verwendeten Baumaterialien des Tempelbereichs: Alabaster- und Basaltfußböden, Postamente aus Rosengranit und feiner Kalkstein wurden verbaut.

## Erforschung

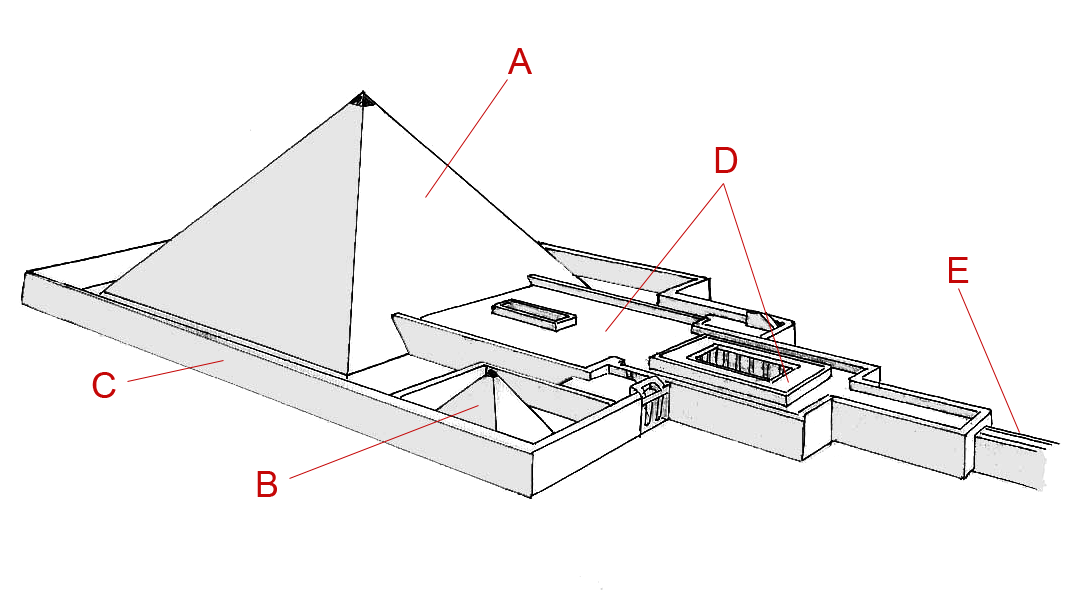
Rekonstruktion des Pyramidenbezirks:
A = Pyramide, B = Kultpyramide, C = Umfassungsmauer, D = Totentempel, E = Aufweg

Die ersten Untersuchungen des Pyramidenkomplexes des Sahure durch John Shae Perring und wenig später durch die Lepsius-Expedition waren nur oberflächlich. Später öffnete Jacques de Morgan erneut den Zugang zum Pyramideninneren, aber auch diesmal erfolgte keine gründliche Erforschung des Komplexes.
In den Jahren 1902 bis 1908 erforschte Ludwig Borchardt den Komplex und führte dabei extensive Ausgrabungen durch. Als Ergebnis dieser Arbeiten veröffentlichte Borchardt das zweibändige Werk „Das Grabdenkmal des Königs Sahurā“, das noch heute als Standardwerk zum Sahure-Komplex gilt. Im Rahmen dieser Grabungen wurden im Pyramidentempel die noch weitgehend erhaltenen Säulen und Architrave des Tempelhofs geborgen und zwischen Deutschland und Ägypten aufgeteilt. Der deutsche Teil kam nach Berlin in die Sammlung des Ägyptischen Museums auf der Museumsinsel, konnte aber wegen Platzmangels nicht ausgestellt werden. Erst in den 1980er Jahren wurde im West-Berliner Museum im Schloss Charlottenburg in einem Anbau an den Marstall ein Teil der Funde gezeigt. Nach der Rückkehr des Ägyptischen Museums auf die Museumsinsel sollen die Fundstücke des Tempels in einem noch zu bauenden, umstrittenen vierten Flügel des Pergamonmuseums gezeigt werden. Es ist daher (Stand Ende 2009) nicht absehbar, wann sie der Öffentlichkeit präsentiert werden.
Anfang der 1960er Jahre konnte eine Vermessung durch Vito Maragioglio und Celeste Rinaldi die Werte von Borchardt präzisieren, ergab jedoch keine grundlegend neuen Befunde.
Im Zuge der Öffnung von Abusir für den Tourismus kam es 1994 zu einer überraschenden Entdeckung. Die Ausgrabung des unteren Teils des Aufwegs, der von Borchardt nicht näher untersucht wurde, erbrachte eine Reihe von mit Reliefs verzierten Blöcken. Dadurch ergab sich ein neuer Einblick in das Bildprogramm der Pyramidenkomplexe des Alten Reichs.

## Bauumstände

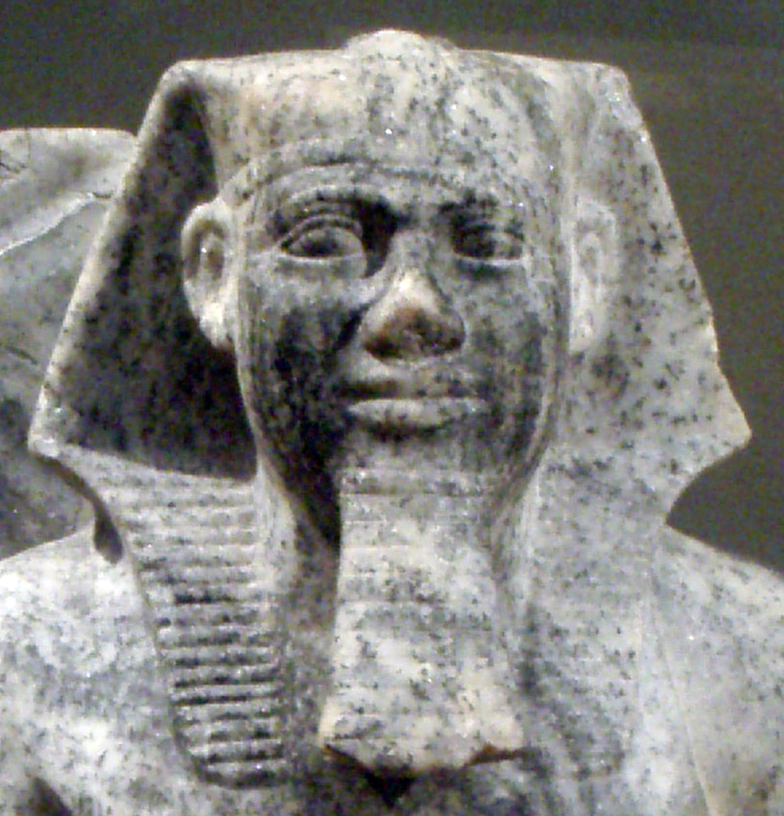
Statue des Königs Sahure

Sahure verließ für sein Grabmal die bereits stark bebaute Nekropole von Sakkara, um eine neue Nekropole beim heutigen Abusir zu gründen. Diese neue Nekropole diente seinen vier direkten Nachfolgern ebenfalls als Bauplatz für ihre Pyramiden, bis Djedkare diese zugunsten von Sakkara-Süd wieder aufgab. Der Bauplatz liegt etwa 400 Meter südöstlich des zu Baubeginn bereits existierenden Sonnenheiligtums seines Vorgängers Userkaf.
In der Größenordnung der Pyramide orientierte sich Sahure an der etwas kleineren Pyramide seines Vorgängers Userkaf, so dass das Bauwerk deutlich kleiner als die Riesenpyramiden der 4. Dynastie war. Die Basismaße und der Aufbau des Komplexes der Sahure-Pyramide setzten einen Standard, der für zahlreiche weitere Königspyramiden des Alten Reichs übernommen wurde. Der Pyramidenkomplex des Sahure war bereits vor dem Tode des Königs fertiggestellt.

## Die Pyramide
Die Pyramide hatte ein Basismaß von 78,75 m (150 Königsellen) und erreichte bei einem Neigungswinkel von 50°11′ eine Höhe von 47 m. Bei der Vermessung der Grundfläche unterlief den Erbauern ein bemerkenswerter Messfehler: die Südostecke liegt 1,58 m zu weit im Osten, was zu einer Verzerrung der üblicherweise quadratischen Grundfläche führt. In der Grundfläche liegt der Versatz auf der Ostseite der Pyramide und ist durch den angrenzenden Totentempel kaschiert. In der Fläche wird die Verzerrung gleitend ausgeglichen.
Im Gegensatz zu den meisten anderen Pyramiden wurde dieses Bauwerk nicht direkt auf dem felsigen Untergrund errichtet, sondern auf einem zwei Lagen dicken Fundament aus Kalksteinblöcken. Die Pyramide besaß einen ursprünglich sechsstufigen, aus minderwertigem Mauerwerk bestehenden Kern. Die grob behauenen Kalksteine aus lokalen Steinbrüchen waren in horizontalen Schichten verlegt und die Hohlräume zwischen den Steinen waren mit Geröll und Mörtel verfüllt. Um den Graben der Substruktur wurde eine T-förmige Bresche offen gelassen, um gleichzeitige Arbeiten am Unterbau und am Kern zu ermöglichen. Diese Bresche wurde schließlich auch aufgemauert, unterscheidet sich aber im Mauerwerk und ist somit heute noch erkennbar. Der Pyramidenkern ist mit feinem Kalkstein aus den beim heutigen Ma'asara gelegenen Steinbrüchen am östlichen Nilufer verkleidet. Ein Verkleidungssockel aus Rosengranit war nicht vorhanden.

### Der Unterbau

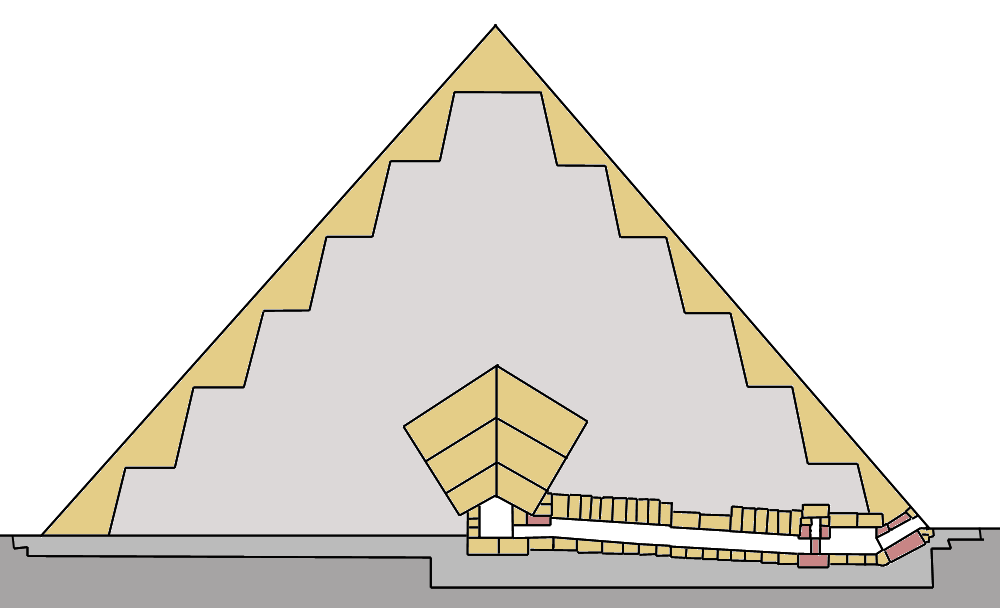
Aufbau der Pyramide und des Unterbaus
Ocker: feiner Kalkstein
Hellgrau: grobes Kalksteinmauerwerk
Mittelgrau: Fundament
Rötlich: Rosengranit

Die Substruktur der Sahure-Pyramide wurde in einem flachen, offenen Graben gebaut. In diesem Fall war der Graben so flach, dass große Teile des Gangs und der Grabkammer in den Pyramidenkorpus ragten. Der Unterbau ist stark durch Steinräuber beschädigt und lässt daher keine exakte Rekonstruktion der Abmessungen und des Raumplans zu.
Der Eingang zur Pyramide liegt auf Bodenniveau in der Mitte der Nordseite. Der anschließende Gang hatte eine Breite von etwa 1,27 m und eine Höhe von etwa 1,87 m. Diese etwa 4,25 m lange, mit 24°48′ absteigende und mit Rosengranit verkleidete Passage führt zu einer Gangkammer. Diese war mit feinem Kalkstein ausgekleidet. Direkt im Anschluss an diese Kammer befand sich eine Fallsperre zur Absicherung der Pyramide gegen Eindringlinge. Sowohl Fallsperrenkammer als auch die Fallsperre selbst bestanden aus hartem Rosengranit. Nach der Fallsperre steigt der Gang über 22,3 m mit einer Steigung von etwa 5° leicht an. Die letzten 3 m des Gangs sind wieder horizontal und er mündet in einem granitverkleideten Tor in die zentrale Kammer.
Die in ostwestlicher Richtung orientierte zentrale Kammer ist stark zerstört. Unter der Voraussetzung, dass ganzzahlige Einheiten der altägyptischen Längenmaße verwendet wurden, hatte diese Kammer möglicherweise die Abmessungen 3,15 m (6 Königsellen) in der Breite und 12,60 m (24 Königsellen) in der Länge, wobei der Wert für die Länge aufgrund der Zerstörung spekulativ ist. Ebenso ist nicht mehr erkennbar, ob es sich dabei um eine einzige, große Kammer handelte oder ob sie in eine Vorkammer und eine eigentliche Grabkammer unterteilt war.
Gewaltige Blöcke aus feinem Kalkstein bildeten in drei Lagen das Giebeldach der Kammer. Die Blöcke der obersten Lage waren fast 10 m lang und 4 m dick. Unter der Last der darüber errichteten Pyramide sind jedoch alle Giebelsteine zerbrochen.
Perring fand bei seiner Untersuchung Fragmente eines aus Basalt gefertigten Sarkophags. Andere Funde, die zur Bestattung oder zu den Grabbeigaben gehörten, wurden allerdings nicht gemacht.

## Der Pyramidenkomplex

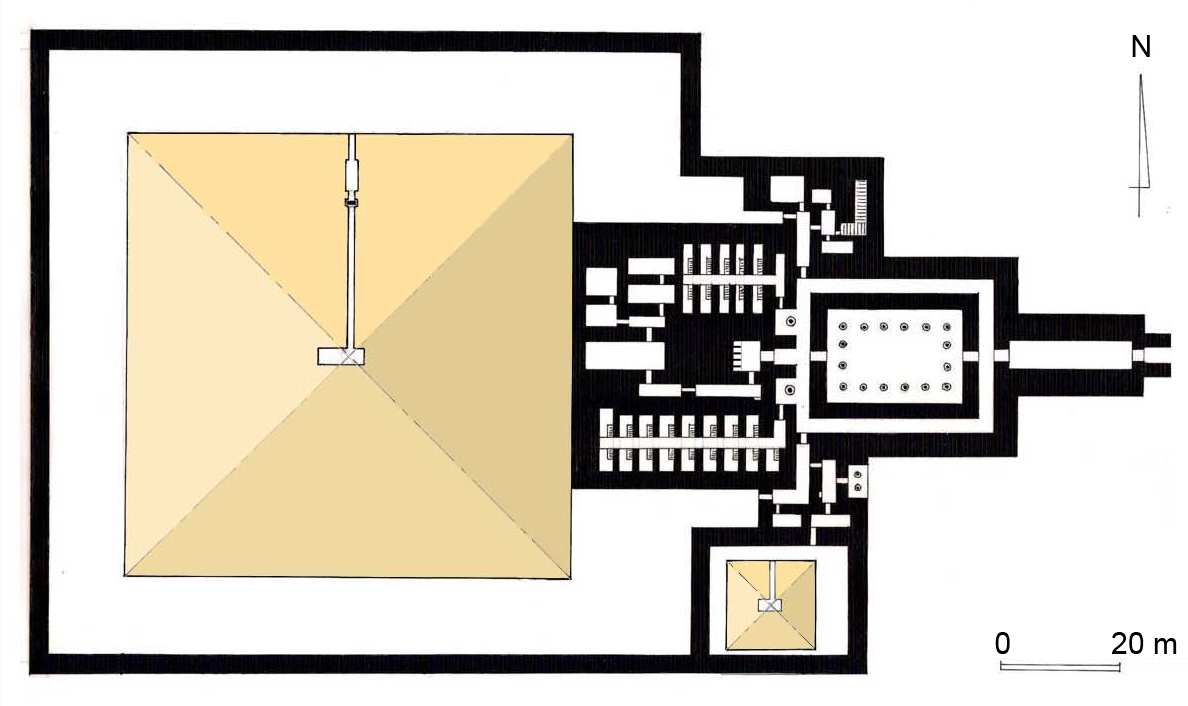
Grundriss des Pyramidenbezirks

Der Pyramidenbezirk enthält neben der Hauptpyramide die typischen Elemente Totentempel, Kultpyramide und Umfassungsmauer. Königinnengräber in Form von Nebenpyramiden oder Mastabas sind nicht bekannt. Die einzige bekannte Gemahlin Neferethanebti ist nur aus Inschriften im Pyramidenkomplex bekannt. Eine Nordkapelle am Eingang zur Pyramide ist nicht gefunden worden. Bei Borchardts Grabungen war allerdings die Existenz von Nordkapellen noch nicht bekannt, so dass eventuell vorhandene spärliche Überreste unbemerkt geblieben sein können. Vervollständigt wird der Komplex durch einen Aufweg und einen Taltempel an dessen Ende.

### Kultpyramide
An der südöstlichen Ecke befand sich eine kleine Kultpyramide mit dem Basismaß 15,7 m (30 Königsellen). Bei einem Neigungswinkel von 56° erreichte sie ursprünglich eine Höhe von etwa 11,55 m. Das zweistufige Kernmauerwerk bestand aus grob behauenen Kalksteinen und besaß eine Verkleidung aus feinem Kalkstein. Heute ist der Aufbau weitgehend zerstört.
Der Unterbau der Kultpyramide bestand aus einer im Norden beginnenden Zugangspassage und der zentral gelegenen, in ostwestlicher Richtung ausgerichteten Kammer. Der Unterbau ist ebenfalls weitgehend zerstört. In den Überresten des Ganges und der Kammer wurden keine Funde von dort bestatteten Artefakten gefunden, jedoch scheint der Gang ursprünglich verschlossen gewesen zu sein.
Die Kultpyramide befand sich in einem eigenen, gepflasterten Hof, der vom Seiteneingang des Totentempels zugänglich war. Kultstätten sind dort nicht nachgewiesen.

### Totentempel

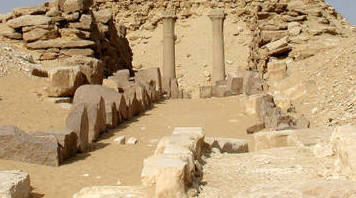
Überreste der Eingangshalle und zwei Säulen des Säulenhofs

Mit dem Totentempel wurde der Prototyp des Pyramidentempels geschaffen, der für die zweite Hälfte des Alten Reichs stilprägend sein sollte. Hier wurde die Trennung von Totentempel und Verehrungstempel wieder aufgehoben und beide Funktionen in einer axialen ostwestlichen Anordnung in einen Komplex integriert. Der Tempel selbst war aus Kalkstein gemauert und außen mit feinem Tura-Kalkstein mit Hohlkehlenabschluss verkleidet. Die Ecken besaßen Rundstäbe.
Der Aufweg mündete zunächst auf der Ostseite des Tempels in eine lang gestreckte Eingangshalle, die eine Verbindung zwischen Aufweg und eigentlichem Totentempel bildet. Diese hatte einen Kalksteinboden und auf einem Granitdado (Granitsockel) errichtete Kalksteinwände mit bemalter Reliefdekoration. Die Eingangshalle hatte in zeitgenössischen Inschriften die Bezeichnung per-wer („Haus der Großen“). Nach Borchardt diente sie als letzte Station des Leichenzugs vor der Bestattung.

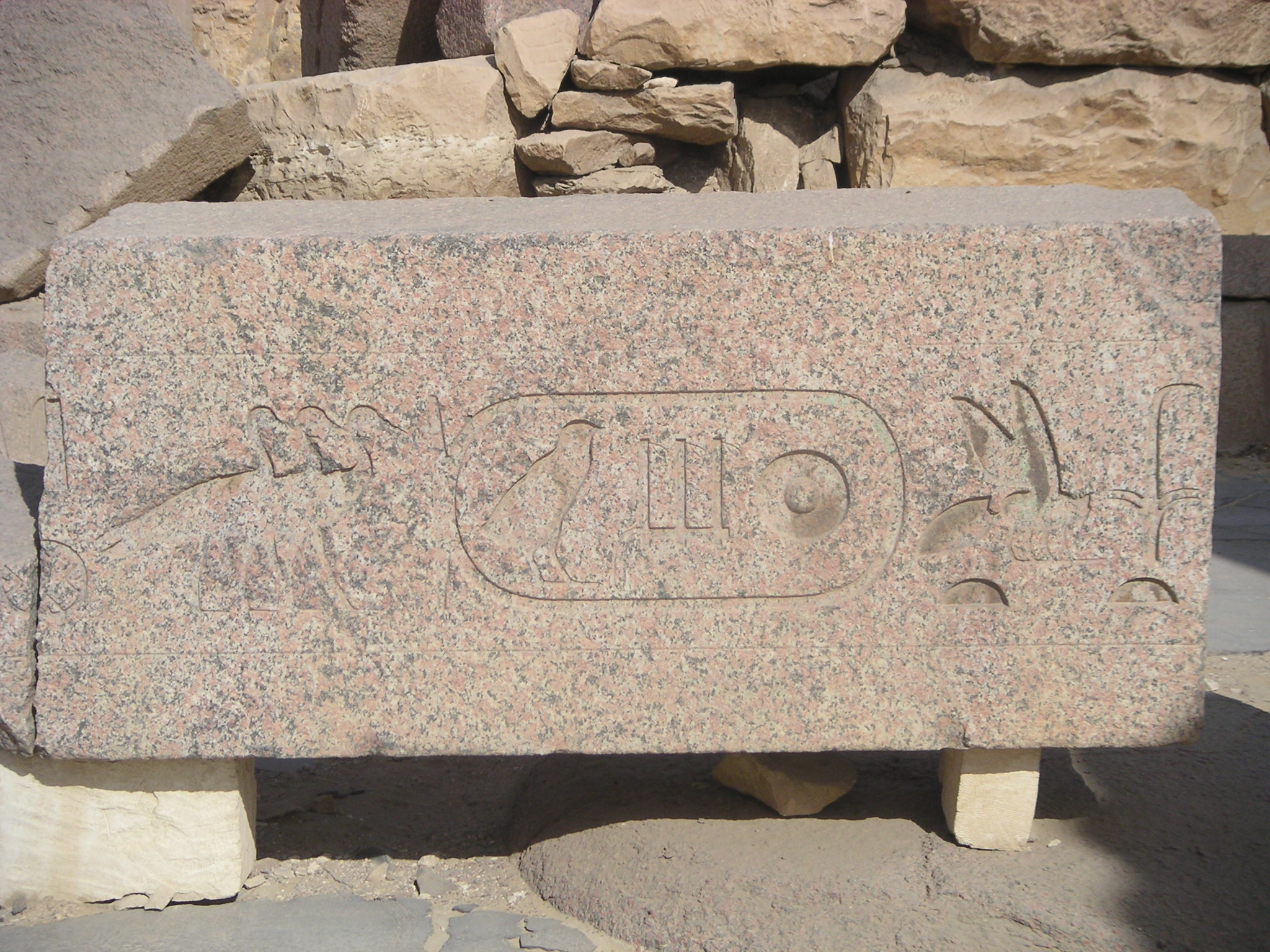
Rosengranit-Architrav aus dem Tempelhof mit dem Kartuschennamen des Sahure

Von dort gelangte man durch ein Granittor in einen offenen Innenhof, der von 16 einen Granitarchitrav tragenden Granitsäulen gesäumt war. Diese Säulen bildeten symbolisch Stamm und Kronenblätter einer Palme nach, die als Fruchtbarkeits- und Ewigkeitssymbol galt. Diese erste Form der Pflanzensäule ersetzte die früheren Pfeiler und wurde mit Abweichungen in der dargestellten Pflanze Standard für die Pyramidentempel der zweiten Hälfte des Alten Reichs. Alle Säulen trugen den Namen und Titel Sahures. Die in der nördlichen Hälfte stehenden Säulen trugen zudem die Inschrift der Unterägypten symbolisierenden Schlangengöttin Wadjet, die Säulen der südlichen Hälfte die der Oberägypten symbolisierenden geiergestaltigen Göttin Nechbet. Der mit Titeln und Namen des Königs beschriftete Architrav trug dann Kalksteinplatten mit Sternendekor, die den äußeren Bereich des Hofs überdeckten.
Der Innenhof war mit unregelmäßig geformten, aber auf der Oberfläche flach polierten Basaltblöcken gepflastert. Dieses Pflaster ist auch heute noch großflächig vorhanden. Im nordwestlichen Bereich des Hofs befand sich ein aus Alabaster gefertigter Altar, der Opferszenen und Symbole der Reichseinigung trug.
Die Wände des Hofs bestanden aus feinem Kalkstein und waren mit bemalten Flachreliefs versehen. Die wenigen erhaltenen Teile des Reliefs zeigen Szenen von Sahures Triumph über seine ausländischen Feinde.
Um den Hof lief ein geschlossener Gang, der im Westen durch einen Querkorridor abgeschlossen wurde. Auch dieser Gang war mit bemalten Reliefs dekoriert, die hier unter anderem Jagdszenen darstellten. Auch fand sich hier ein Relief, das ein königliches Gefolge zeigte, in dem Sahures Nachfolger und mutmaßlicher Bruder Neferirkare dargestellt ist. Nach seinem Regierungsantritt ließ Neferirkare die Inschrift um die königliche Titulatur „König von Unter- und Oberägypten“ ergänzen.

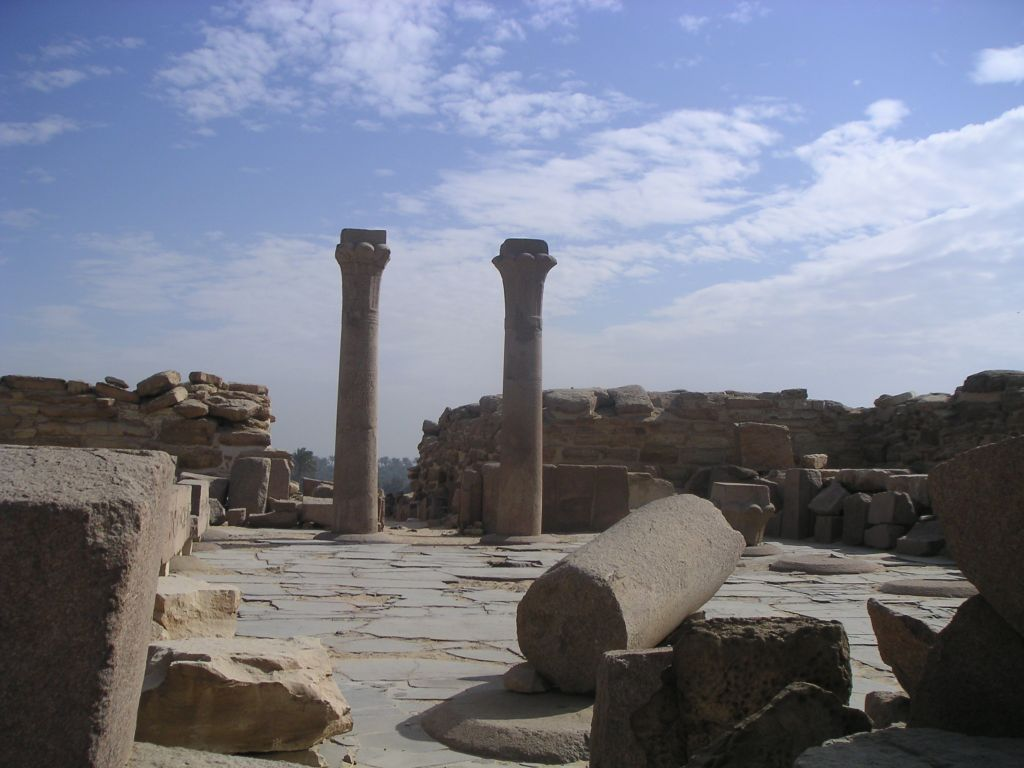
Innenhof des Tempels mit zwei Säulen
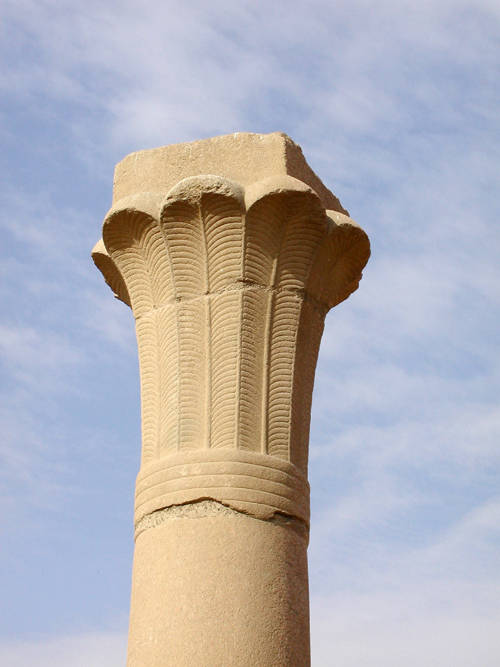
Palmenblattsäule aus dem Innenhof
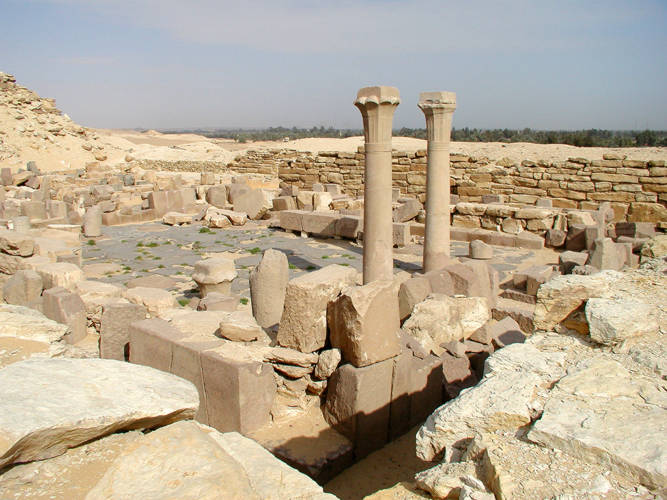
Überreste des gepflasterten Säulenhofs
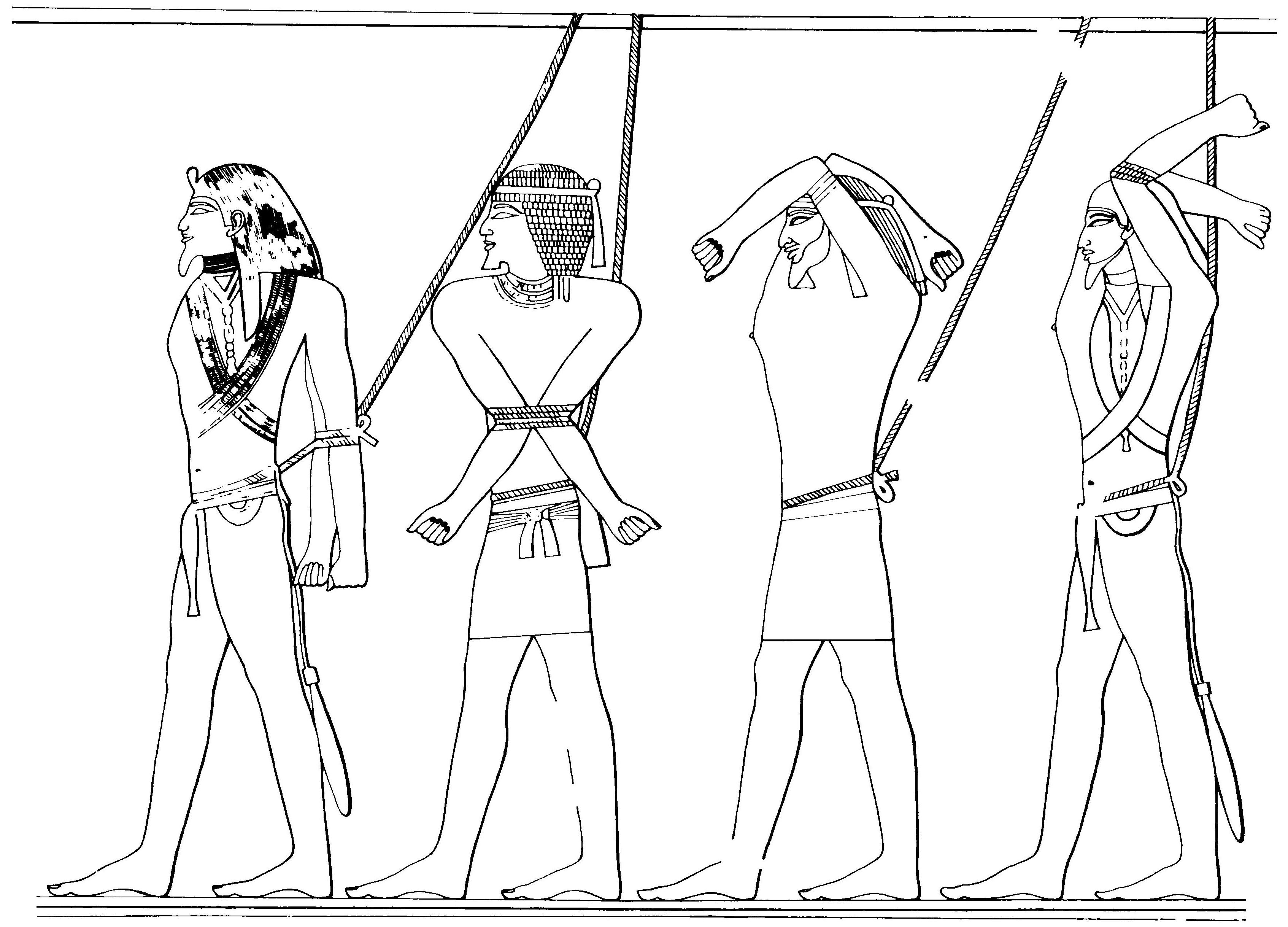
Szene mit gefangenen Feinden aus dem Tempelhof

Den westlichen Abschluss des den Hof umschließenden Gangs bildete der wie der Hof basaltgepflasterte Querkorridor. Dieser trennte den öffentlichen Teil des Tempels vom intimen, nur den Priestern zugänglichen Teil ab. Der Korridor bot zudem Zugang zu verschiedenen Teilen des inneren Tempels. Ähnlich wie im Hof besaßen die Wände des Querkorridors einen Granitdado und reliefverzierte Kalksteinwände. Die heute nur bruchstückhaft erhaltenen Reliefs zeigen Szenen von Seeschlachten und Schiffen.
Im nördlichen und südlichen Teil des inneren Tempels befanden sich zwei zweistöckige Magazin-Galerien, die vom Querkorridor jeweils über eine tiefe Nische mit einer Papyrusbündel-Säule zugänglich waren. Die nördlichen Galerien bestanden aus zehn Räumen. Die Kennzeichnung als Schatzkammern deutet darauf hin, dass hier die Kultobjekte für die rituellen Handlungen im Totentempel untergebracht waren. Die südlichen Galerien umfassten 17 Räume, die vermutlich der Lagerung von Opfergaben dienten. Jede Kammer enthielt eine Treppe zum zweiten Stock, die teilweise aus den massiven Blöcken des Wandmauerwerks herausgehauen waren.
An der nördlichen Ecke des Querkorridors gelangte man zu einigen weiteren Kammern und zum Durchgang zum Pyramidenhof. Zudem gab es hier eine Treppe zur Dachterrasse des Tempels. Die südliche Ecke des Querkorridors beherbergte ebenfalls den Zugang zu einigen Kammern. Von diesen Kammern führte auch ein Zugang zum Pyramidenhof und ein weiterer zum kleinen Hof der Kultpyramide. In der Außenmauer befand sich ein kleiner Portikus mit zwei Granit-Säulen, der als Seiteneingang direkt in den Pyramidenkomplex diente.
Zentral in der Mitte des Korridors befand sich eine kleine Treppe als Zugang zur Fünfnischenkapelle. Diese Kapelle hatte einen Alabasterfußboden, einen Rosengranitdado für die prächtig dekorierten Kalksteinwände. Die Decke war mit einem Sternenmuster versehen. Die fünf, mit einer kurzen Treppe versehenen Nischen hatten eine Rosengranitauskleidung und beherbergten jeweils eine Statue. Die Statuen selbst sind nicht mehr erhalten.
Von der Südseite der Kapelle führte ein Durchgang zu zwei lang gestreckten Kammern und schließlich zum Totenopferraum. Dieser Raum grenzte direkt an die Pyramide und besaß auf der dieser zugewandten Seite eine Scheintür, durch die im altägyptischen Glauben der Geist des Sahure schreiten konnte, um das ihm als Opfer dargebrachte Mahl zu speisen. Die Scheintür bestand aus grob bearbeitetem Granit und trug ungewöhnlicherweise keine Inschriften. Daraus schloss Borchardt, dass die Scheintür eine metallene Verkleidung trug, auf der die für den Kult wichtigen Inschriften angebracht waren. Von der Verkleidung selbst sind keine Spuren erhalten. Der Totenopferraum besaß ebenfalls einen Alabasterfußboden und eine gewölbte Decke mit Sternendekoration. Ein Becken zum Auffangen von Flüssigkeiten bei der Opferung hatte einen Abfluss aus Kupferrohr. Dieser war an ein weitläufiges Drainagesystem aus unter dem Pflaster verlegten Kupferrohren angeschlossen, das Wasser aus dem Tempel in eine zentrale, mit Kalkstein ausgekleidete Abwasserrinne ableitete. Insgesamt bestand das Drainagesystem aus etwa 380 m Kupferrohrleitung. Zur Abdichtung der Becken kamen Blei-Pfropfen zum Einsatz.
Nördlich des Totenopferraums befanden sich fünf weitere Kammern, die vermutlich der Vorbereitung der Speiseopfer dienten. In einigen dieser Kammern standen ebenfalls Becken, die an das Kupferrohrsystem angeschlossen waren.

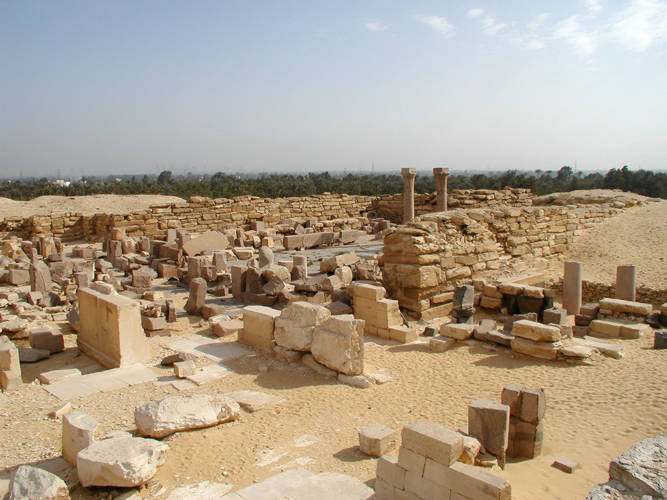
Ruinen des Tempels: Querkorridor, rechts der Seiteneingang
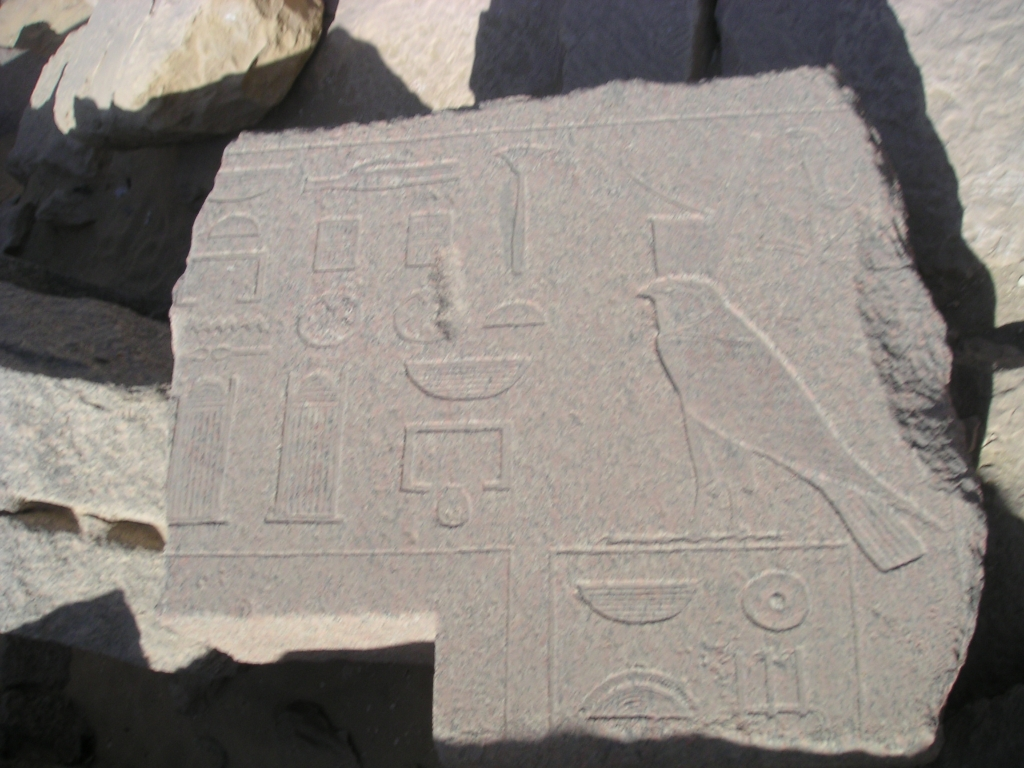
Teil eines monolithischen Granittores
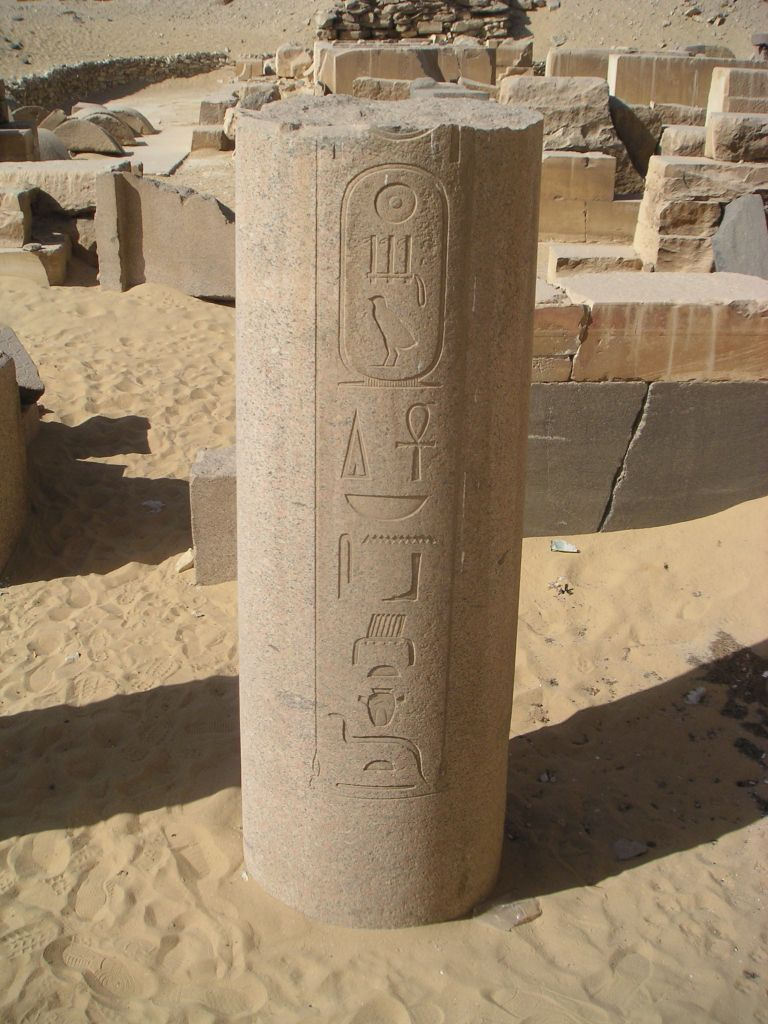
Säulenfragment des Seiteneingangs mit Inschriften
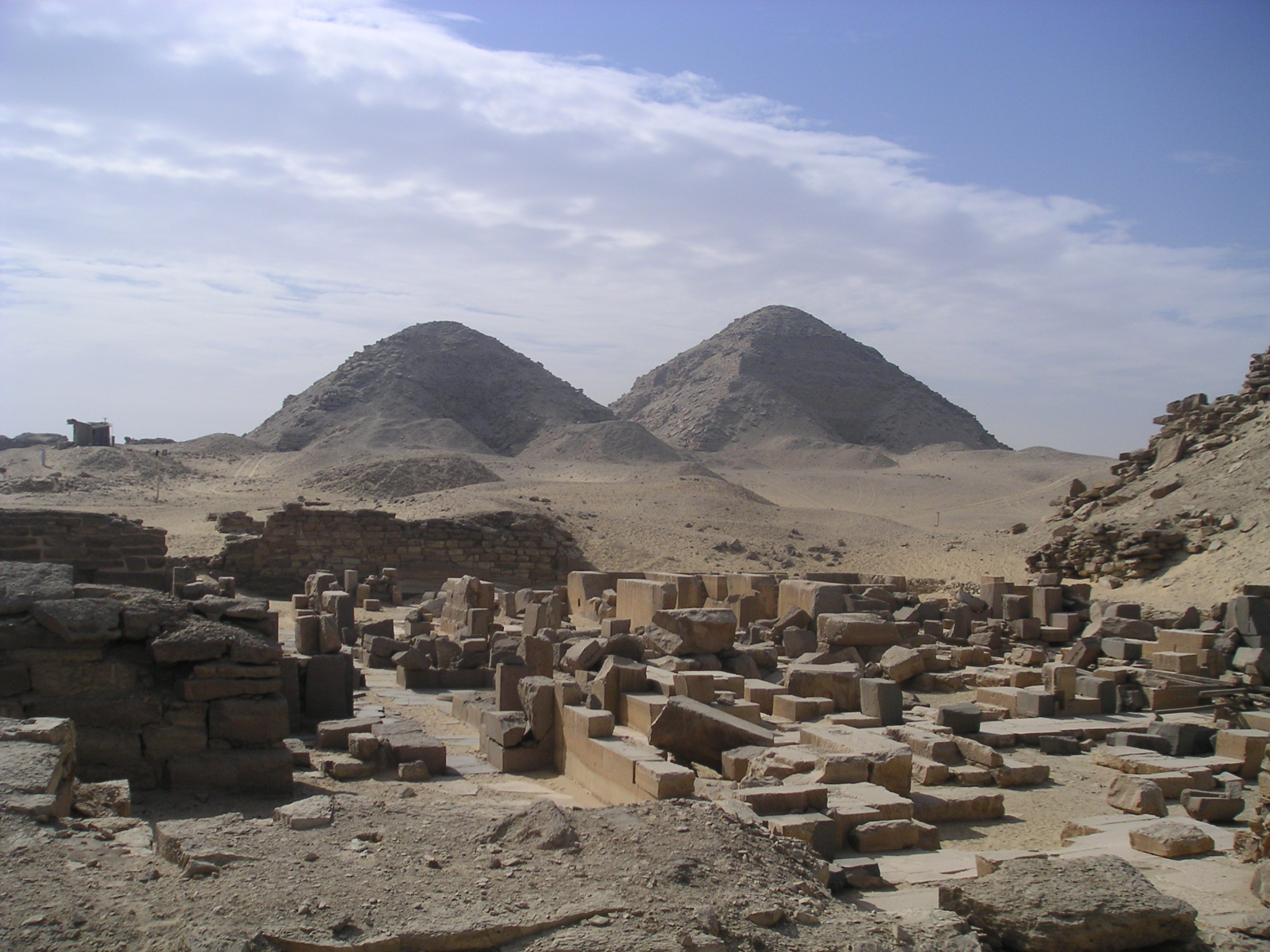
Die Ruinen des inneren Tempelbereichs

### Der Aufweg
Ein Aufweg von 235 m Länge verband den Totentempel mit dem Taltempel. Dieser Weg war vollkommen gerade ohne jegliche Kurven oder Knicke. Er war gedeckt ausgeführt und besaß Seitenmauern und Deckplatten aus Kalkstein. In der Mitte der Deckplatten befand sich ein schmaler Schlitz, der Licht in das Innere dringen ließ. Borchardt grub nur den oberen Bereich aus, so dass die Erforschung des restlichen Aufwegs in den 1990er Jahren überraschend eine Anzahl gut erhaltener Reliefs aus dem unteren Bereich des Wegs zutage brachte. Darunter befanden sich Darstellungen des Königs als Greif bei der Überwindung seiner Feinde.

### Der Taltempel
Der Taltempel hatte einen rechteckigen Grundriss von 32 m Länge und 24 m Breite, der in nordsüdlicher Richtung orientiert war. Er lag direkt am Abusir-See. Er hatte geböschte Außenwände mit einem Hohlkehlenabschluss an der oberen Seite und Rundstababschlüssen an den Ecken. Am Taltempel sind zwei Bauphasen nachgewiesen: Der eigentliche Tempel sowie ein späterer Anbau auf der Südseite mit einem zweiten Eingang.
Der Haupteingang zum Taltempel erfolgte wie üblich auf der Ostseite. Eine Rampe befand sich direkt vor einem Portikus mit zwei Reihen von je vier Palmensäulen aus Rosengranit. Ungewöhnlich war das zweite Eingangsportal mit Rampe an der Südseite des Tempels, das in einer zweiten Bauphase angebaut wurde. Dort ermöglichte ein Portikus mit vier nebeneinander stehenden Säulen den Eingang zum Tempel. Hier waren die Säulen als konische Säulen ohne Kapitell ausgeführt. Der Zugang zum zentralen Saal wurde aus dem bestehenden Mauerwerk des Tempels herausgeschlagen.
Die Gänge von beiden Eingängen führten zu einem kleinen, zentralen Saal mit zwei Säulen. Von dort führte eine Treppe zur Dachterrasse und nach Westen erfolgte der Zugang zum Aufweg. Der Fußboden war mit Basalt gepflastert und auch hier waren die Decken mit Sternenmustern dekoriert sowie die Kalksteinwände mit bemalten Reliefs mit Jagdszenen versehen. Der Bodenbereich der Wände besaß ein Rosengranitdado. Nach Borchardt könnte der Südportikus ein gesonderter Eingang für die Priesterschaft gewesen sein.
Der Taltempel ist heute eine Ruine und wurde im Laufe der Zeit von bis zu 5 m dicken Schlammablagerungen verdeckt. Dennoch gilt er nach dem Taltempel der Chephren-Pyramide als der am besten erhaltene.

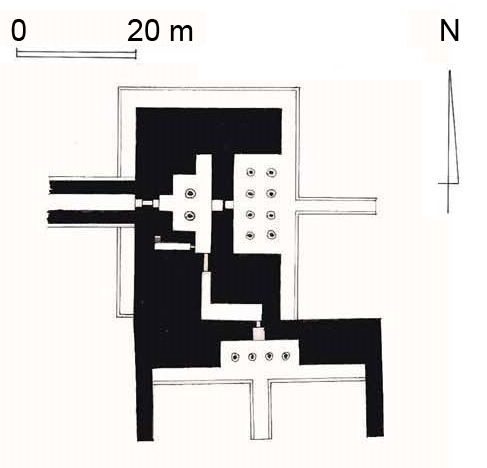
Grundriss des Taltempels
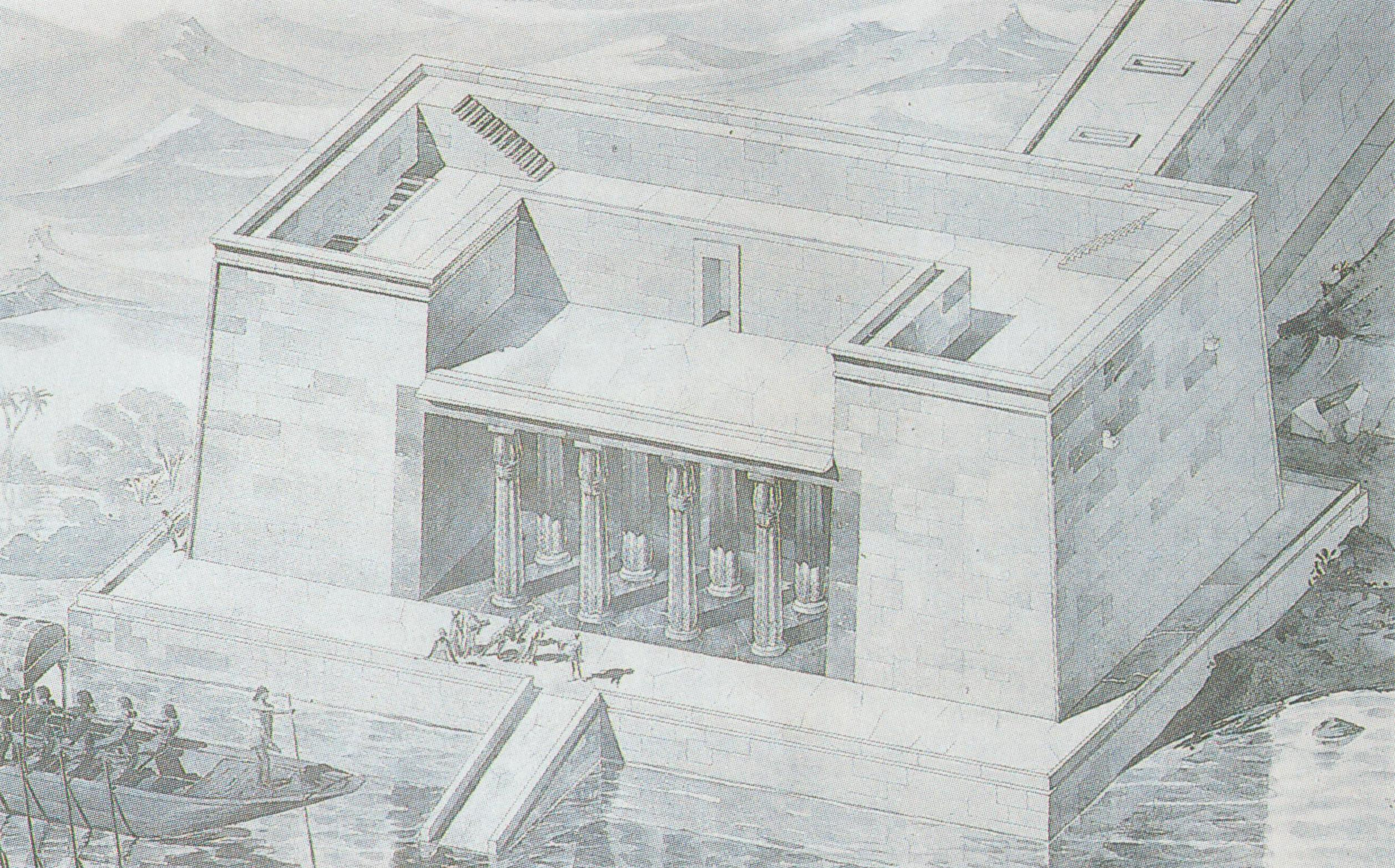
Rekonstruktion des Taltempels nach Borchardt ohne Südflügel (1910)
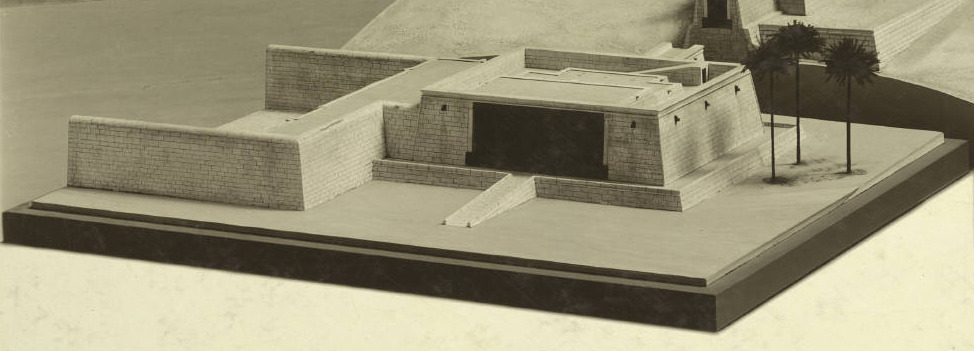
Rekonstruktion des Taltempels (Metropolitan Museum Collection, 1910)

### Das Sonnenheiligtum
Zusätzlich zu den Kultanlagen der Pyramide ließ Sahure bereits zu Beginn seiner Herrschaft ein Sonnenheiligtum namens „Sechet Rau“ („Gefilde des Re“) errichten, wie aus der Inschrift des Palermosteins hervorgeht und auch in den Gräbern von fünf Priestern belegt ist. Dieses wird in der Umgebung von Abusir vermutet, konnte aber bislang nicht aufgefunden werden. Spolien mit Inschriften des Sahure-Heiligtums wurden im Komplex der Niuserre-Pyramide gefunden, was ein Hinweis sein könnte, dass es von dieser Pyramide überbaut wurde. In der benachbarten Mastaba des Ptahschepses fanden sich zudem Obeliskenfragmente, die aus dem Sonnenheiligtum stammen könnten.

## Nachträgliche Veränderungen
Der Säulenhof diente in der 18. Dynastie als Tempel eines Sechmet-Kults, der vermutlich in einer prächtigen Löwendarstellung auf einem der Reliefs des Hofs seine Ursache hatte. Hier wurde die „Sechmet des Sahure“ verehrt. In frühchristlicher Zeit diente der Hof den Kopten als christliches Heiligtum.